# 安元
安元（1175年8月16日~1177年8月29日）是日本的年號。這個時代的天皇是高倉天皇，由後白河法皇實施院政。武家首領是入道相國平清盛與內大臣平重盛。

## 改元
- 承安五年七月二十八日（西元1175年8月16日） 改元安元。
- 安元三年八月四日（西元1177年8月29日） 改元治承。

## 出處
- 《漢書》

## 紀年、西曆、干支對照表
| 安元       | 元年   | 二年   | 三年   |
| 儒略曆日期 | 1175年 | 1176年 | 1177年 |
| 干支       | 乙未   | 丙申   | 丁酉   |